# Bibliomanti
Bibliomanti (av gr. biblion, "bok", och manteia, "spådom") innebär spådom ur på slump uppslagna ställen i böcker, i synnerhet Bibeln.